# Hermetia jamesi
Hermetia jamesi är en tvåvingeart som beskrevs av Lindner 1977. Hermetia jamesi ingår i släktet Hermetia och familjen vapenflugor. Inga underarter finns listade i Catalogue of Life.